# Aoridae
Aoridae es una familia de crustaceos anfípodos marinos. Sus 256 especies se distribuyen por todo el mundo.

## Clasificación
Se reconocen los siguientes géneros:
- Aora Krøyer, 1845
- Aorella Myers, 1981
- Aoroides Walker, 1898
- Archaeobemlos Myers, 1988
- Arctolembos Myers, 1979
- Australomicrodeutopus Myers, 1988
- Autonoe Bruzelius, 1859
- Bemlos Shoemaker, 1935
- Camacho Stebbing, 1888
- Chevreuxius Bonnier, 1896
- Columbaora Conlan & Bousfield, 1982
- Eudrella
- Globosolembos Myers, 1985
- Grandidierella Coutière, 1904
- Lemboides Stebbing, 1895
- Lembos Bate, 1857
- Meridiolembos Myers, 1988
- Microdeutopus Costa, 1853
- Paragrandidierella Ariyama, 2002
- Paramicrodeutopus Myers, 1988
- Paraoroides Stebbing, 1910
- Plesiolembos Myers, 1988
- Protolembos Myers, 1988
- Pseudobemlos Ariyama, 2004
- Tethylembos Myers, 1988
- Xenocheira Haswell, 1879